# Javon Freeman-Liberty
Javon Freeman-Liberty (Toronto, 20 de outubro de 1999) é um jogador canadense de basquete que atualmente joga pelo Toronto Raptors da National Basketball Association (NBA).
Ele jogou basquete universitário pela Universidade de Valparaiso e Universidade DePaul.

## Carreira no ensino médio
Freeman-Liberty começou a jogar basquete colegial na Seton Academy em South Holland, Illinois. Após o fechamento da escola, ele se transferiu para Whitney M. Young Magnet High School em Chicago, Illinois. Em sua terceira temporada, Freeman-Liberty teve médias de 13,6 pontos, 5,2 rebotes e 2,1 assistências, ajudando sua equipe a conquistar o título estadual. Em sua última temporada, ele teve médias de cerca de 20 pontos e seis rebotes, levando Whitney Young de volta à final estadual. Ele se comprometeu a jogar basquete universitário pela Valparaiso, rejeitando as ofertas de VCU e Saint Louis, entre outras.

## Carreira universitária
Como calouro na Valparaiso, Freeman-Liberty teve médias de 11 pontos e 4,3 rebotes e foi selecionado para a Equipe de Novatos e Defensiva da  Missouri Valley Conference (MVC).
Em 25 de novembro de 2019, ele registrou um recorde pessoal de 32 pontos, nove rebotes, quatro assistências e quatro roubos de bola em uma derrota na prorrogação por 81-77 para o Cincinnati. Em sua segunda temporada, Freeman-Liberty teve médias de 19 pontos, 6,1 rebotes, 3,2 assistências e 2,2 roubos de bola, estabelecendo um recorde de temporada única da universidade com 74 roubos de bola. Ele foi selecionado para a Primeira Equipe e para a Equipe Defensiva da MVC.
Freeman-Liberty declarou-se para o draft da NBA de 2020 antes de retirar-se e transferir-se para DePaul. Em sua terceira temporada, ele teve médias de 14,4 pontos, 5,3 rebotes e 2,6 assistências. Em 20 de novembro de 2021, Freeman-Liberty registrou um recorde pessoal de 33 pontos e 11 rebotes em uma vitória por 84-80 sobre Western Illinois. Freeman-Liberty foi nomeado para a Segunda Equipe da Big East.

## Carreira profissional

### Windy City Bulls (2022–2023)
Após não ser selecionado no draft da NBA de 2022, Freeman-Liberty assinou com o Windy City Bulls da G-League em 23 de outubro de 2022. Ele participou de 17 jogos da temporada regular e teve médias de 18,4 pontos, 5,8 rebotes, 2,9 assistências, 1,4 roubos de bola em 30,2 minutos.

### Toronto Raptors / Raptors 905 (2023–Presente)
Em 22 de julho de 2023, Freeman-Liberty assinou um contrato de duas vias com o Toronto Raptors e com o seu afiliado da G-League, o Raptors 905.
Em 1º de março de 2024, o Toronto Raptors converteu o contrato de Freeman-Liberty em um contrato de 2 anos na NBA, depois de ter médias de 24 pontos, 6,9 rebotes, 4,3 assistências e 1,5 roubos de bola com o Raptors 905.
Em 9 de abril de 2024, Freeman-Liberty marcou um recorde pessoal de 20 pontos em uma derrota por 140-123 contra o Indiana Pacers.

## Estatísticas da carreira

### NBA

#### Temporada regular
| Ano     | Equipe  | PJ | PT | MPJ  | AP   | 3P   | LL   | RT  | AS  | BR | TO | PPJ |
| ------- | ------- | -- | -- | ---- | ---- | ---- | ---- | --- | --- | -- | -- | --- |
| 2023–24 | Toronto | 22 | 6  | 18.3 | .444 | .238 | .917 | 3.2 | 1.8 | .5 | .2 | 7.0 |

### Universidade
| Ano      | Equipe     | PJ  | PT  | MPJ  | AP   | 3P   | LL   | RT  | AS  | BR  | TO | PPJ  |
| -------- | ---------- | --- | --- | ---- | ---- | ---- | ---- | --- | --- | --- | -- | ---- |
| 2018–19  | Valparaiso | 33  | 33  | 31.3 | .452 | .289 | .693 | 4.3 | 2.0 | 1.8 | .4 | 11.0 |
| 2019–20  | Valparaiso | 33  | 33  | 33.2 | .436 | .287 | .750 | 6.1 | 3.2 | 2.2 | .3 | 19.0 |
| 2020–21  | DePaul     | 14  | 14  | 31.9 | .427 | .293 | .740 | 5.3 | 2.6 | 1.5 | .1 | 14.4 |
| 2021–22  | DePaul     | 24  | 24  | 34.9 | .430 | .368 | .739 | 7.3 | 3.2 | 1.7 | .1 | 21.7 |
| Carreira | Carreira   | 104 | 104 | 32.8 | .436 | .309 | .730 | 5.7 | 2.7 | 1.8 | .2 | 16.5 |